# Beleg van Rijnberk (1606)
Het Beleg van Rijnberk was een belegering van de stad Rijnberk (tegenwoordig Rheinberg genaamd), door Ambrogio Spinola tijdens de Tachtigjarige Oorlog. Het beleg maakte deel uit van Spinola's veldtocht van 1605-1606. Na een beleg van een aantal weken, moest Rijnberk zich overgeven aan het Spaanse leger. Het Staatse leger van Maurits van Nassau, de latere prins van Oranje, probeerde nog wel de stad te ontzetten, maar staakte de poging uit vrees voor een nieuwe Spaanse inval in de Betuwe.

## Aanloop naar het beleg
Ambrosio Spinola was in 1606 vanuit Milaan naar de Nederlanden getrokken met een groot leger. Vanuit het oosten was hij de Nederlanden in getrokken. Voor Maurits was het lang onduidelijk wat het precieze doel was van de veldtocht. Spinola trok met een omweg over het Zwarte Water naar Lochem, dat hij gemakkelijk innam. Vervolgens trok hij naar Grol, terwijl Maurits in Zutphen bleef liggen met zijn troepen. Grol, een plaats die Maurits nog de nodige moeite had gekost in 1595 (onsuccesvol) en 1597 (succesvol) om in te nemen, kon weinig uitrichten tegen het leger van Spinola. Na Grol veroverd te hebben voordat Maurits kon ingrijpen, gaf Spinola opdracht aan de Graaf van Bucquoy om Rijnberk te bestormen. Op 22 augustus was hij aan de zuidkant van de stad en sloot Bucquoy met een schipbrug de rivier af, en plaatste geschut om te beletten dat de stad via het water versterkt zou worden. Op 24 augustus trok Spinola door naar Wesel, waar hij de Rijn overstak om zich aan te sluiten bij Bucquoy. Maurits had Frederik Hendrik achter Spinola aangestuurd. Deze volgde hem met een leger van 27 compagnieën ruiters en 14 compagnieën soldaten. Een poging om Spinola af te snijden mislukte, maar wist de soldaten de stad binnen te sluizen via de ingangen die nog niet door Spaanse troepen waren bezet. Maurits zelf legerde met zijn leger bij Wezel, om Spinola zo veel als mogelijk te dwarsbomen. Spinola viel onmiddellijk een schans aan, met zoveel bestormingen dat de Staatse troepen zich moesten terugtrekken. Velasco verschanste zich intussen aan de ene kant van de stad, zodat Maurits de stad niet kon ontzetten, Spinola trok naar de andere kant van de stad om de aanval te beginnen.

## Beleg
Rijnberk werd door Spinola ingesloten en belegerd. Vanuit de stad werden nog diverse uitvallen gedaan, maar de Spanjaarden groeven onverbeten door aan de approches, en wisten de stad steeds dichterbij te naderen. Maurits wist de stad niet te ontzetten, omdat Spinola's verschansingen te sterk bleken. Maurits trok daarop met zijn leger bestaande uit 12.000 soldaten en 3.000 ruiters naar de kant van Alpen en zond 2.000 man door naar Meurs, en liet intussen de waan zich in Alpen te willen legeren. Maar trok onmiddellijk terug naar het kamp van Velasco voor een aanval, waarop vanuit de stad een uitval gepleegd zou worden. Hij overwoog Frederik Hendrik van Oranje met de cavalerie naar Rijnberk te sturen om prikacties uit te voeren, maar Willem Lodewijk van Nassau-Dillenburg weerhield hem hiervan. Velasco doorzag deze tactiek waarop hij de hulp inriep van Bucquoy en wilden verenigd slag leveren tegen Maurits. Hiervan zag Maurits af. Op 26 september arriveerden gemachtigden van de Algemene Staten die op ontzet aandrongen. Maurits verklaarde dat de legers van Spinola te sterk waren, en dat een succesvol ontzet zou kunnen leiden dat de Spaanse legers weer naar de Betuwe trokken. Maurits was niet in staat in dat laatste geval de Spaanse legers vaardig te volgen. Hij wilde geen steden van meer belang opofferen ten behoeve van een stad zo ver van Staatse grenzen verwijderd. Hoewel de stad in troepenaantal zwaar overtroffen werd door het leger van Spinola, kon de stad het nog relatief lang volhouden. Door uithongering moest de stad zich uiteindelijk op 1 oktober 1606 overgeven aan Spinola. De stad werd op eerlijke voorwaarden overgegeven.

## Nasleep
De verdediging van de stad had 500 levens gekost, aan Spaanse kant wellicht nog veel meer. Zijn legers waren door ziekte en de belegeringen van Groenlo en Rijnberk flink uitgedund. Frederik Hendrik probeerde twee dagen later nog Venlo in te nemen, maar dit mislukte omdat de plannen waren uitgelekt. Spinola moest kort na de inname van de stad de strijd aangaan met een andere vijand: muiterij. Door een beurskrach in Milaan, had Spinola opeens niet veel geld meer te besteden, waardoor hij zich terug trok en niet verder de Nederlanden in trok. Maurits besloot daarop zijn geluk te wagen in het Beleg van Lochem. Rijnberk zou in 1633 belegerd en heroverd worden door Frederik Hendrik.
Beleg van Rijnberk (1586-90) · 
Beleg van Rijnberk (1597) ·
Beleg van Rijnberk (1598) · 
Beleg van Rijnberk (1601) · 
Beleg van Rijnberk (1606) · 
Beleg van Rijnberk (1633)